# Kanton Grevenmacher
Koordinaten: 49° 41′ N, 6° 25′ O

Der Kanton Grevenmacher liegt im Osten des Großherzogtums Luxemburg. Er grenzt im Norden an den Kanton Echternach, im Osten an das deutsche Land Rheinland-Pfalz, im Süden an die Kantone Remich und Luxemburg und im Westen an den Kanton Mersch.
Bis zur Abschaffung der luxemburgischen Distrikte am 3. Oktober 2015 gehörte der Kanton zum Distrikt Grevenmacher.

## Verwaltungsgliederung
Der Kanton Grevenmacher umfasst acht Gemeinden (Einwohnerzahlen vom 1. Januar 2023).
1. Betzdorf (4105)
2. Biwer (1926)
3. Flaxweiler (2193)
4. Grevenmacher (5092)
5. Junglinster (8622)
6. Manternach (2298)
7. Mertert (5117)
8. Wormeldingen (3171)